# Liste der Biografien/Balz
Liste der Biografien |
Portal Biografien |
Personensuche
# |
A |
B |
C |
D |
E |
F |
G |
H |
I |
J |
K |
L |
M |
N |
O |
P |
Q |
R |
S |
T |
U |
V |
W |
X |
Y |
Z |
?
 
Ba |
Be |
Bd |
Bg |
Bh |
Bi |
Bj |
Bl |
Bm |
Bn |
Bo |
Br |
Bs |
Bu |
Bw |
By |
Bz
 
Baa |
Bab |
Bac |
Bad |
Bae |
Baf |
Bag |
Bah |
Bai |
Baj |
Bak |
Bal |
Bam |
Ban |
Bao |
Bap |
Baq |
Bar |
Bas |
Bat |
Bau |
Bav |
Baw |
Bax–Baz
 
Bala |
Balb |
Balc |
Bald |
Bale |
Balf |
Balg |
Balh |
Bali |
Balj |
Balk |
Ball |
Balm |
Baln |
Balo |
Balp |
Balq |
Bals |
Balt |
Balu |
Balv |
Balw |
Baly |
Balz
Die Liste der Biografien führt alle Personen auf, die in der deutschsprachigen Wikipedia einen Artikel haben. Dieses ist eine Teilliste mit 99 Einträgen von Personen, deren Namen mit den Buchstaben „Balz“ beginnt.

## Balz
- Balz, Bruno (1902–1988), deutscher Text- und SchlagerdichterBruno Balz (1902–1988)

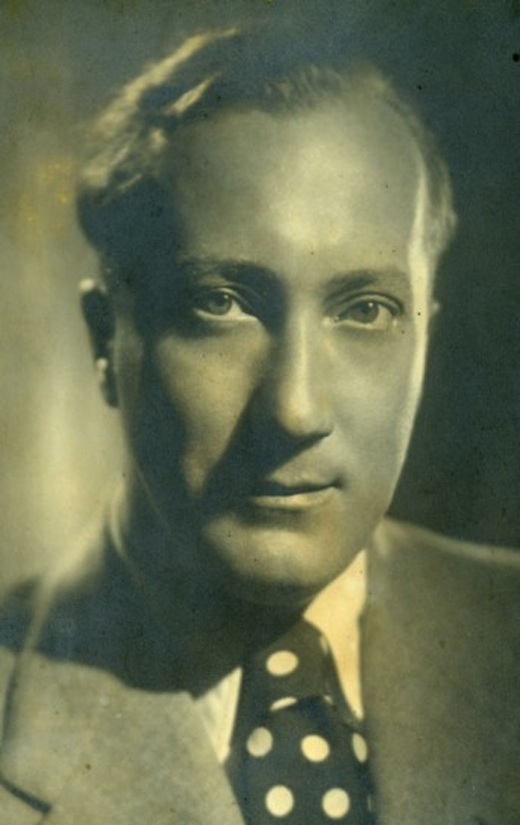
Bruno Balz (1902–1988)

- Balz, Burkhard (* 1969), deutscher Politiker (CDU), MdEP
- Balz, Doris (1910–1994), deutsche Bildhauerin
- Balz, Eckart (* 1959), deutscher Sportwissenschaftler
- Bälz, Erwin (1849–1913), deutscher Internist, Anthropologe und Leibarzt der Kaiserlichen Familie und Mitbegründer der modernen Medizin in Japan
- Balz, Friedrich von (1848–1922), deutscher Jurist und württembergischer Landtagsabgeordneter
- Balz, Hans Martin (* 1940), deutscher Musikwissenschaftler, Orgelsachverständiger und Autor
- Balz, Heiko (* 1969), deutscher Ringer
- Balz, Heinrich (* 1938), deutscher evangelisch-lutherischer Theologe
- Balz, Horst (1937–2021), deutscher evangelischer Theologe und Neutestamentler
- Bälz, Karl (1820–1881), württembergischer Landtagsabgeordneter
- Bälz, Karl von (1860–1945), deutscher Jurist
- Balz, Manfred (* 1944), deutscher Manager
- Bälz, Moritz (* 1969), deutscher Rechtswissenschaftler und Hochschullehrer
- Bälz, Walter (1881–1957), deutscher Ingenieur und Unternehmer
- Balz, Walter (1910–1990), deutscher Politiker (SPD, FDP)
- Balz, Willi (* 1960), deutscher Unternehmer

### Balza
- Balza, Martín (* 1934), argentinischer Offizier und Diplomat
- Balzac d’Entragues, Catherine Henriette de (1579–1633), Mätresse des französischen Königs Heinrich IV., Marquise von Verneuil
- Balzac, Charles-Louis (1752–1820), französischer Zeichner und Architekt
- Balzac, Honoré de (1799–1850), französischer SchriftstellerHonoré de Balzac (1799–1850)

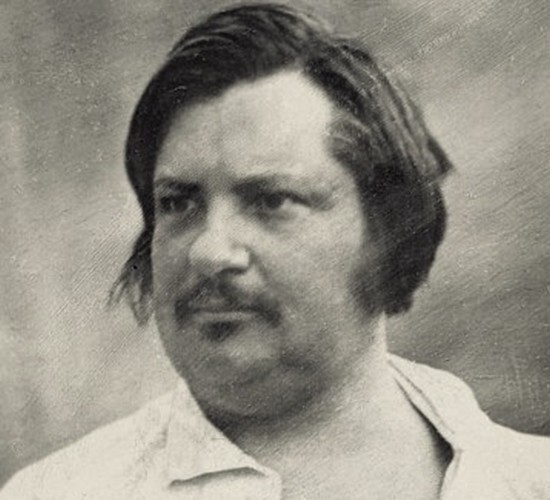
Honoré de Balzac (1799–1850)

- Balzac, Jean-Louis Guez de (1597–1654), französischer Schriftsteller der frühen Klassik
- Balzan, Alessandro (* 1980), italienischer Autorennfahrer
- Balzan, Barbara (* 1969), Schweizer Jazzsängerin
- Balzan, Eugenio (1874–1953), italienischer Journalist und Unternehmer
- Balzan, Henry Joseph (* 1963), maltesischer römisch-katholischer Geistlicher, Weihbischof in La Serena
- Balzani, Francesca (* 1966), italienische Politikerin (Partito Democratico), MdEP
- Balzani, Vincenzo (* 1936), italienischer Chemiker
- Balzano, Antonio (* 1986), italienischer Fußballspieler
- Balzano, Marco (* 1978), italienischer Schriftsteller und Dozent
- Balzar, Andreas (1769–1797), deutscher Räuber
- Balzar, Fred B. (1880–1934), US-amerikanischer Politiker
- Balzar, Robert (* 1962), tschechischer Jazzmusiker
- Balzar-Kopp, Elfriede (1904–1983), deutsche Keramikerin und Kunsthandwerkerin
- Balzarek, Mauriz (1872–1945), österreichischer Architekt
- Balzaretti, Federico (* 1981), italienischer Fußballspieler
- Balzaretti, Roberto (* 1965), Schweizer Diplomat
- Balzarini, Aldo (1930–1990), italienischer Politiker (Südtirol)
- Balzarini, Giacomo (* 1968), schweizerisch-italienischer Manager
- Balzarini, Gianni, italienischer Autorennfahrer
- Balzarini, Guido (1874–1935), italienischer Säbelfechter

### Balze
- Balze, Raymond (1818–1909), französischer Maler und Kopist
- Balzer, Albrecht (1899–1980), deutscher Volkswirt
- Balzer, Arno (* 1958), deutscher Wirtschaftswissenschaftler und Journalist
- Balzer, Bernd (* 1942), deutscher Germanist und Literaturhistoriker
- Balzer, Christoph Anton (1818–1871), deutscher Kaufmann und Politiker, MdHB
- Balzer, Dieter (* 1958), deutscher bildender Künstler
- Balzer, Dietrich (* 1941), deutscher Automatisierungsingenieur, Professor für Prozesssteuerung und Industriemanager
- Balzer, Erik (* 1991), deutscher Bahnradsportler
- Balzer, Erwin (1901–1975), deutscher evangelisch-lutherischer Theologe
- Balzer, Falk (* 1973), deutscher Leichtathlet
- Balzer, Felix (* 1981), deutscher Arzt und Hochschullehrer für Medical Data Science
- Balzer, Frank (* 1963), deutscher Politiker (SPD), Bürgermeister von Eisenhüttenstadt
- Balzer, Frank (* 1964), deutscher Politiker (CDU), Bezirksbürgermeister des Berliner Bezirks Reinickendorf, MdA
- Balzer, Friedrich-Martin (* 1940), deutscher Sachbuchautor und Herausgeber
- Balzer, Hans (1891–1960), deutscher Bühnenautor und Schriftsteller
- Balzer, Hartwig (* 1945), deutscher Jurist
- Balzer, Herbert (1897–1945), kommunistischer Funktionär und Opfer des Nationalsozialismus
- Balzer, Horst (1928–1997), deutscher Theaterregisseur, Dramaturg, Dialogbuchautor und Dialogregisseur
- Balzer, Hugo (1894–1985), deutscher Dirigent
- Balzer, Jens (* 1969), deutscher Comicszenarist, Journalist und SachbuchautorJens Balzer (* 1969)

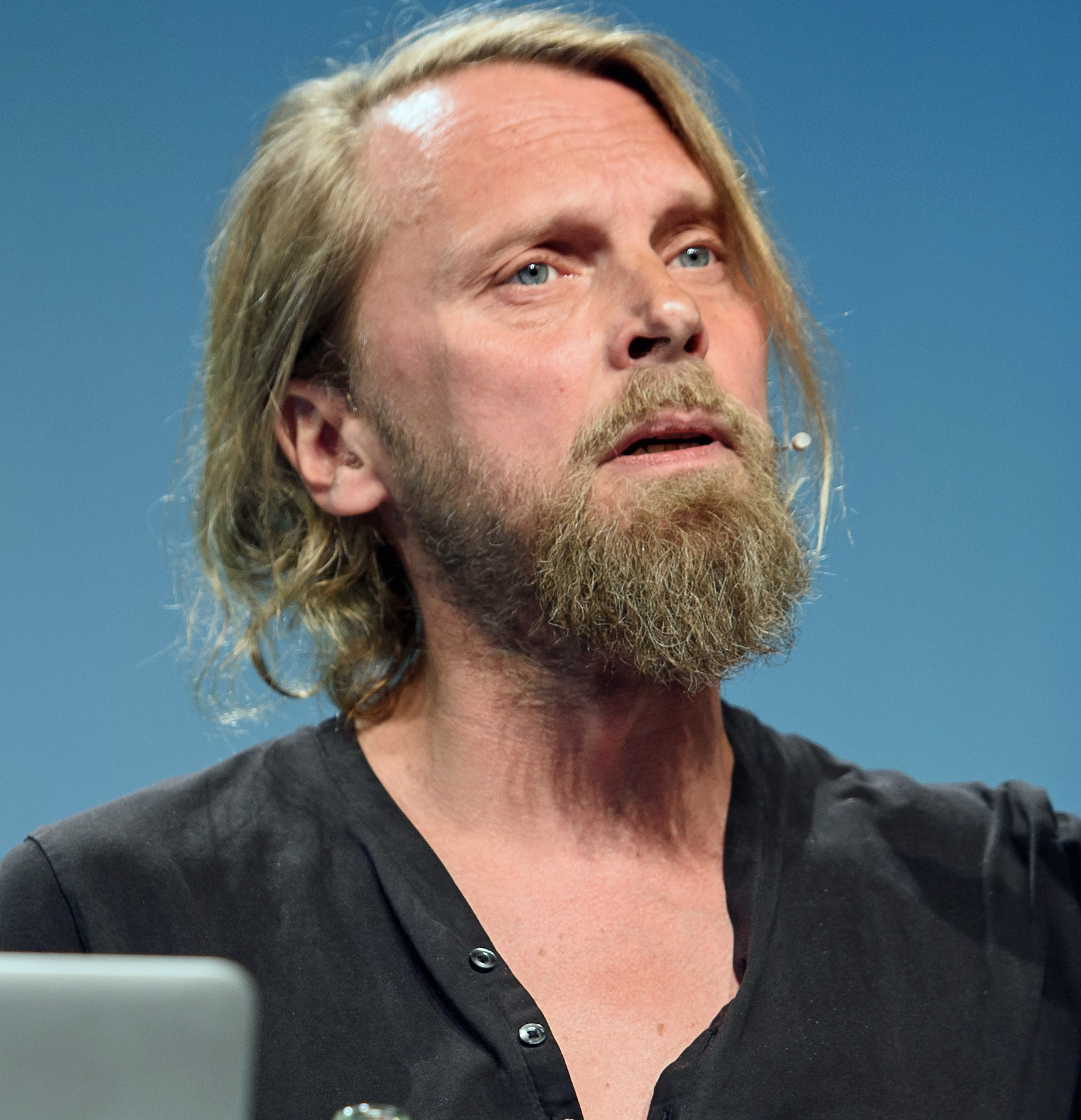
Jens Balzer (* 1969)

- Balzer, Johann (1738–1799), böhmischer Kupferstecher und Verleger
- Balzer, Karin (1938–2019), deutsche Leichtathletin
- Balzer, Karl, deutscher rechtsextremer Publizist
- Balzer, Karl-Heinz (1921–2007), deutscher Leichtathletiktrainer
- Balzer, Karl-Heinz (1929–1991), deutscher Fußballspieler
- Balzer, Katrin, deutsche Pflegewissenschaftlerin und Hochschullehrerin
- Balzer, Laura (* 1993), deutsche Theater- und Filmschauspielerin
- Balzer, Leoni (* 2006), Schweizer Eishockeyspielerin
- Balzer, Melanie (* 1982), deutsche Politikerin (SPD)
- Balzer, Oswald (1858–1933), polnischer Historiker
- Balzer, Rainer (* 1959), deutscher Politiker (AfD), MdL
- Balzer, Sara (* 1995), französische Säbelfechterin
- Balzer, Stephen († 1940), US-amerikanischer Maschineningenieur und Erfinder
- Balzer, Theodor (1874–1944), deutscher Architekt
- Balzer, Thomas (* 1959), deutscher Dokumentarfilmer und Fernsehjournalist
- Balzer, Thuro (1882–1967), deutscher Maler
- Balzer, Wolfgang (1884–1968), deutscher Kunsthistoriker
- Balzer, Wolfgang (* 1941), deutscher Dirigent
- Balzer, Wolfgang (* 1947), deutscher Wissenschaftstheoretiker
- Balzereit, Paul (1885–1959), deutscher Schriftsteller und Publizist
- Balzereit, Wolfgang (* 1952), deutscher Fußballspieler
- Balzerová, Eliška (* 1949), tschechische Schauspielerin
- Balzert, Heide (* 1955), deutsche Informatikerin
- Balzert, Helmut (* 1950), deutscher Informatiker, Professor für SoftwaretechnikHelmut Balzert (* 1950)

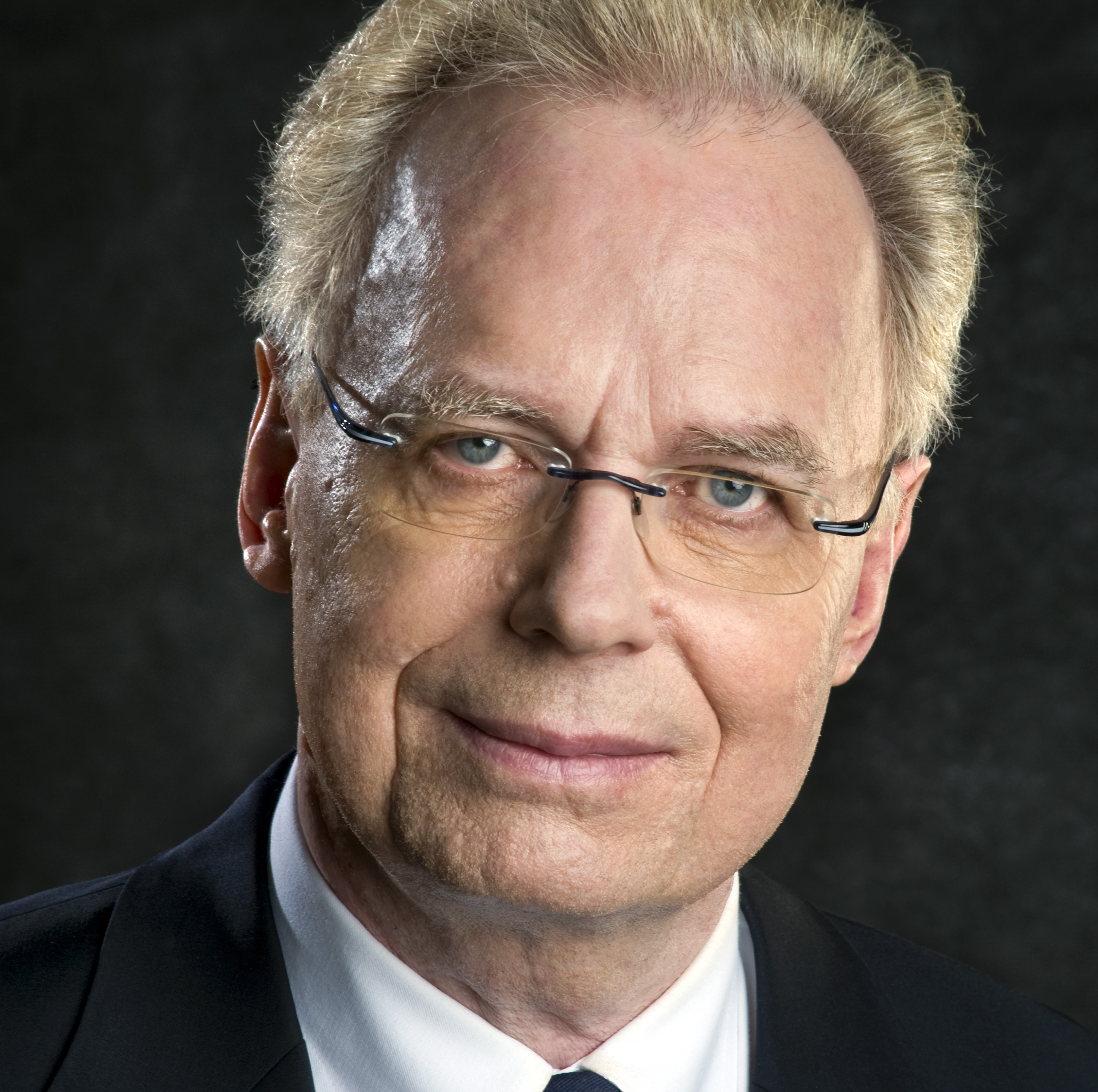
Helmut Balzert (* 1950)

- Balzert, Jakob (1918–1997), deutscher Fußballspieler

### Balzi
- Balzico, Alfonso (1825–1901), italienischer Bildhauer
- Balzis, Ralf (* 1965), deutscher Fußballspieler und Fußballtrainer

### Balzl
- Balzli, Beat (* 1966), Schweizer Journalist
- Balzli, Berta (1920–2010), Schweizer Art-brut-Malerin
- Balzli, Ernst (1902–1959), Schweizer Mundartschriftsteller und Lehrer
- Balzli, Hans (1893–1959), Schweizer Arzt und Homöopath
- Balzli, Peter (* 1964), Schweizer Journalist

### Balzo
- Balzo, Antonia del (1461–1538), Gräfin von Sabbioneta
- Balzo, Hugo († 1982), uruguayischer Pianist
- Balzo, Isabella del (1465–1533), Fürstin von Alatamura

### Balzs
- Balzsay, Károly (* 1979), ungarischer Boxer

### Balzu
- Bałzukiewicz, Bolesław (1879–1935), polnischer Bildhauer und Professor
- Bałzukiewicz, Józef (1867–1915), polnischer Maler